# Desamparados (Vitoria)
Desamparados, también conocido como Desamparadas (en euskera Babesgabeak o Babesgabetuak), es un céntrico barrio de Vitoria, situado al este del Casco Viejo. Limita al este con Judizmendi y Santa Lucía en el Puente de Las Trianas, al sur con la vía del tren que lo separa de San Cristóbal y al oeste con la zona del Ensanche.
Pese a ser un barrio muy limitado en extensión, tiene una elevadísima actividad comercial y bloques de viviendas que se construyeron en los años 60 (en algunos casos encima de construcciones existentes) como un distrito moderno y adyacente al Casco Histórico y el Ensanche de la Ciudad. Muchos de los edificios tienen viviendas de gran tamaño e incluso algunas de ellas (como el Edificio Panticosa) están diseñadas como viviendas de lujo, teniendo incluso piscina en la azotea. Debido a ello, actualmente se trata de una zona de clase alta, y es uno de los barrios más caros de la ciudad.

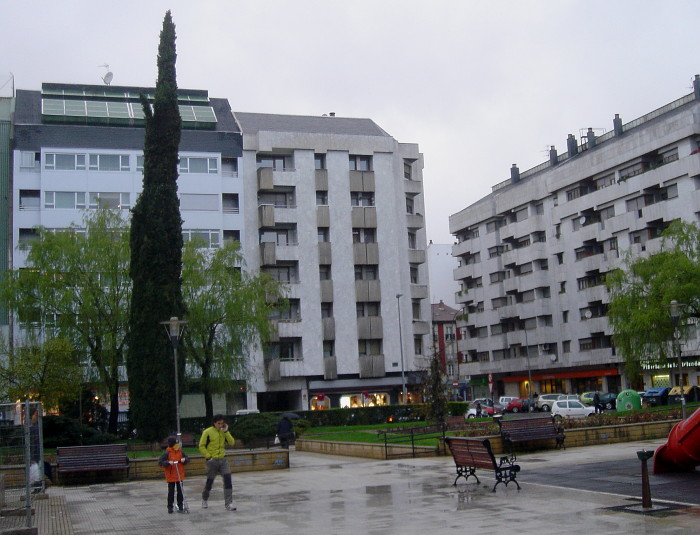
Plaza de Santa Bárbara, en Desamparadas

## Calles de Desamparados
- calle de la Florida
- calle de Juan XXIII
- calle de Eduardo Velasco
- calle de las Trianas
- calle de Isaac Albéniz
- calle de Manuel Iradier
- calle de Rioja
- calle del Canciller Ayala
- calle de Pío XII
- calle de Angulema
- calle de Kutaisi
- plaza de Santa Bárbara
- calle de Jesús Guridi
- Calle de la Paz
- calle de Postas
- calle de los Herrán

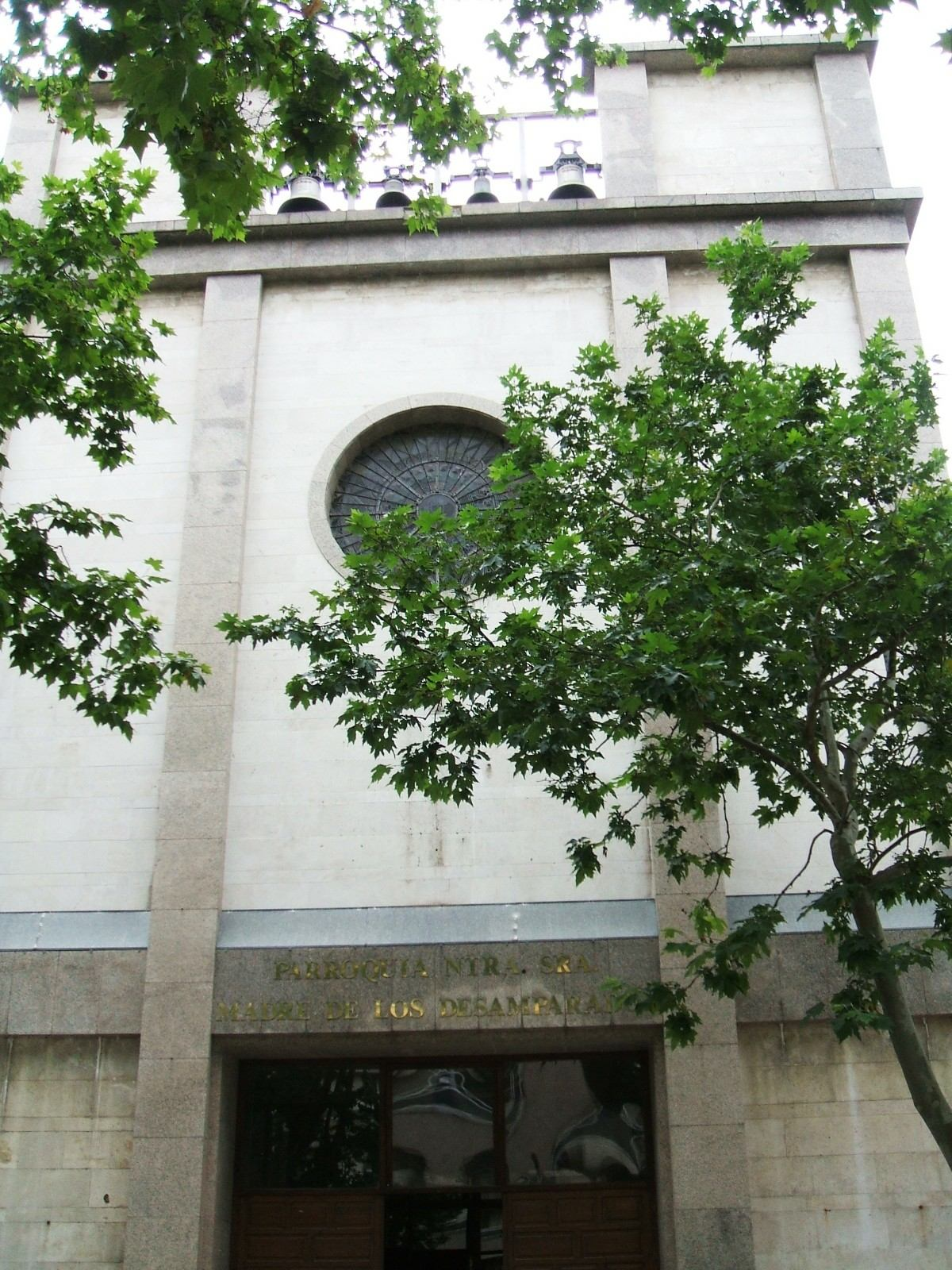
Iglesia de Desamparadas

- plaza de Nuestra Señora de los Desamparados

## Equipamientos e Instalaciones

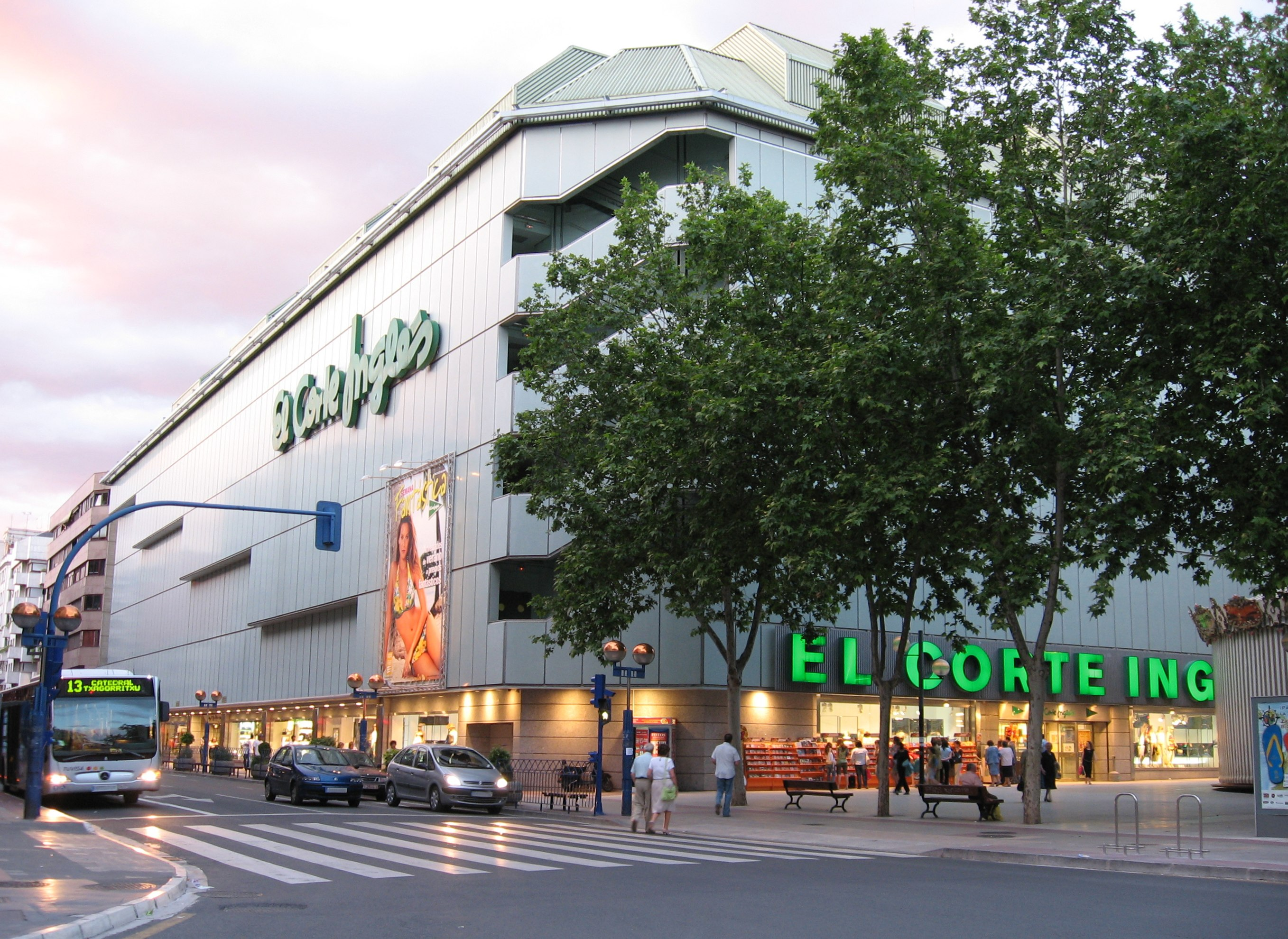
El Corte Inglés, uno de los centros comerciales más concurridos de Vitoria

- BIZAN Los Herrán
- Plaza de toros de Vitoria (ahora Iradier Arena)
- Plaza de Abastos de Vitoria.
- Mercado de Productos Agrícolas y Ecológicos
- Instituto Público Ekialde.
- Comedor Social de Desamparadas.
- Iglesia de Desamparados
- Centro Comercial "El Corte Inglés"
- Gobierno Militar de Álava.

## Transporte
Desamparadas es, probablemente, el barrio mejor comunicado de Vitoria, puesto que todas las líneas de autobús de TUVISA tienen parada en la calle Paz (las que van en dirección norte-sur) o en Olaguibel (las que van en dirección este-oeste), excepto las líneas circulares, sin embargo la línea de circunvalación (8) también para en Los Herrán, dentro del barrio de Desamparadas.
Por tanto todas las líneas de tuvisa salvo la 2A y la 2B (Periféricas) pasan por este barrio, por lo que desde aquí puedes acceder a cualquier punto de la ciudad.
Además, el Tranvía de Vitoria parte del barrio de Desamparadas.
| línea | Nombre                      | Destino Sentido Ida | Destino Sentido Vuelta | Estaciones en el Barrio |
| ----- | --------------------------- | ------------------- | ---------------------- | ----------------------- |
|       | Tranvía de Vitoria. Línea 1 | Parada Terminal     | Ibaiondo (Vitoria)     | Angulema                |
|       | Tranvía de Vitoria Línea 2. | Parada Terminal     | Abechuco               | Angulema                |